# シャーロット・トムソン・イザービット
シャーロット・トムソン・イザービット（英語：Charlotte Thomson Iserbyt、1930年 - ）は アメリカ合衆国のフリーランスの筆者であり、ロナルド・レーガン政権の第一期における教育省配下「教育検討改善局」(OERI)にて上級顧問の役職及び、アメリカ合衆国国務省（南アフリカ、ベルギー、韓国）にて公務員の職歴がある。

## 経歴・学歴
1930年に生まれ、Dana Hall preparatory schoolに通い、ニューヨーク市の旧Katharine Gibbs Collegeでビジネスを勉強した。父親と祖父はイェール大学の卒業生でスカル・アンド・ボーンズ秘密結社に会員していた。

## 作品
「アメリカの学力の故意的な低下」（The Deliberate Dumbing Down of America）（本）の著作者として知られている。 本の主張はアメリカの公教育制度に導入された変更が、両親が子供与える影響（宗教、道徳、愛国心）を無くし、将来における社会主義・集産主義的な世界に備えて子供をプロレタリアートの型にはめ込むこと。イザービットはこの変更の起源が「Carnegie Foundation for the Advancement of Teaching」と旧General Education Board（現ロックフェラー財団）で立てられた企画であると述べ、変更を実現と実施に使われた心理学の方法を説明する。

## 関連事項
- ジョン・テイラー・ガット

## 注脚
1. ↑  http://www.deliberatedumbingdown.com/pages/book.htm
2. ↑  Iserbyt, Charlotte. “Charlotte Iserbyt: Societies Secrets”.   Time Out Prod. & Ska Ras Prod. (Cable Access TV?). 2011年6月閲覧。
3. 1 2 3  Iserbyt, Charlotte (2006年7月2日). “Charlotte Iserbyt: The Deliberate Dumbing Down of the World”.   Missoula Community Access TV www.mcat.org. 2011年6月閲覧。
4. 1 2  The Secret History of Western Education.

## 文献
- Back to Basics Reform, or OBE: Skinnerian International Curriculum (1985)
- The Deliberate Dumbing Down of America: A Chronological Paper Trail  (1999) ISBN 978-0-9667071-0-6